# Marie-Anne Cohendet
Pour les articles homonymes, voir Cohendet.
Marie-Anne Cohendet, née le 23 octobre 1959, est une constitutionnaliste, professeure agrégée des facultés de droit (droit public). Elle enseigne actuellement à l'université Panthéon-Sorbonne.
Spécialiste des institutions de la Ve république et de droit de l'environnement, elle est présidente du conseil scientifique de la Fondation Nicolas-Hulot pour la nature et l'homme.

## Biographie

### Études
Marie-Anne Cohendet a soutenu une thèse portant sur « l'épreuve de la cohabitation (mars 1986 - mai 1988) », sous la direction de Pierre Vialle, le 7 février 1991, à l'université Lyon-III. Elle réussit le concours de l'agrégation de droit public en 1992. Elle est spécialiste de droit constitutionnel et de droit de l'environnement.

### Carrière universitaire
Elle enseigne d'abord à l'université Jean-Moulin-Lyon-III, l'université Lumière-Lyon-II et à l'IEP de Lyon. En 1998, elle quitte l'université Jean-Moulin-Lyon-III à la suite de l'incendie volontaire de son domicile par un militant d'extrême-droite qui appartenait à un collectif qu'elle avait précédemment dénoncé,. Elle siège en 2013 au sein du jury du second concours d'agrégation de droit public (interne),.

## Contributions et positions

### Rapports et prises de position publiques
Marie-Anne Cohendet a rédigé avec Jérôme Lang, Jean-François Laslier, Frédéric Sawicki et Thierry Pech un rapport de Terra Nova publié en mars 2017. Ce rapport préconise un système mixte comprenant au moins un quart des députés élus à la proportionnelle.
Elle a co-écrit en 2018 le rapport de Terra Nova proposant un "référendum d'initiative citoyenne délibératif". Entre autres points, ce rapport préconise la création, quand la procédure d'initiative citoyenne est engagée, d'une assemblée d'une centaine de personnes tirées au sort. Cette assemblée serait chargée d'éclairer les électeurs en présentant de manière synthétique les principaux arguments pour et contre la proposition de loi soumise au suffrage.

### Critiques
Le professeur Bertrand Mathieu a publié un compte-rendu de son manuel de droit constitutionnel, qualifié d'oeuvre « originale et stimulante » dont il souligne toutefois la tonalité « manifestement engagée » et critique certaines « prises de positions tranchées », notamment sa contestation de la place du Président de la République dans les institutions. Jugeant que « le combat contre l'extrême droite » est une constante de l'ouvrage, il regrette que celui-ci conduise à des « simplifications », sur la caractérisation des institutions de Vichy et les conditions d'émergence du contrôle de constitutionnalité. À ce sujet, il critique également l'interdiction des partis politiques ne respectant pas les principes démocratiques défendue dans l'ouvrage.
Certaines critiques portent en particulier sur son utilisation du concept de « système des variables déterminantes ».
Elle analyse le fonctionnement de la Ve République en reprenant une distinction entre régime et système politique proposée par Olivier Duhamel. Pour elle, le régime politique est fondé sur les règles constitutionnelles telles que définies par la Constitution tandis que le système politique (les institutions telles qu'elles fonctionnent en réalité) est le résultat de la « combinaison entre le régime politique et le système de variables déterminantes ». Ce « système de variables déterminantes » comprend des éléments juridiques et extra-juridiques. Parmi les éléments juridiques, elle prend en compte : les règles infra-constitutionnelles (par exemple les lois relatives au statut des élus), les décisions et les règles jurisprudentielles ainsi que les actes d'application de la Constitution par les gouvernants. Parmi les éléments extra-juridiques, elle prend en compte : l'histoire (qui crée des habitus), les précédents (les précédents d'application de la constitution), la géopolitique, le contexte interne ou diplomatique, le système de partis (système déterminé principalement par le mode de scrutin), la situation des forces politiques, la situation personnelle des acteurs du jeu politique (légitimité, position des gouvernants), des éléments de philosophie et de psychologie, les habitus et enfin les partis politiques en tant que tels, qui intègrent, partagent, voire conditionnent ces habitus. L'idée principale est que l'interprétation d'une norme ou une pratique (le « système ») peut être différente de la conception originelle de la norme (le « régime ») et donc qu'une pratique qui aura l'air légal est en réalité une violation de la norme initiale.

## Œuvres
- L’épreuve de la cohabitation, thèse, Université Jean Moulin Lyon 3, 1991.
- La cohabitation, leçons d’une expérience, P.U.F., coll. Recherches politiques, 1993[19]
- Méthodes de travail en droit public, Montchrestien, 1994, 200 p., réimpression en 1995, 3e édition 1998.
- Le Président de la République, Dalloz, coll. Connaissance du droit, mars 2002.
- Droit constitutionnel, L.G.D.J.- Montchrestien, coll. Focus, 4e éd. septembre 2008.
- Droit constitutionnel, L.G.D.J., coll. Cours, septembre 2013.